# 萨托夫恰
41°37′N 23°59′E / 41.617°N 23.983°E

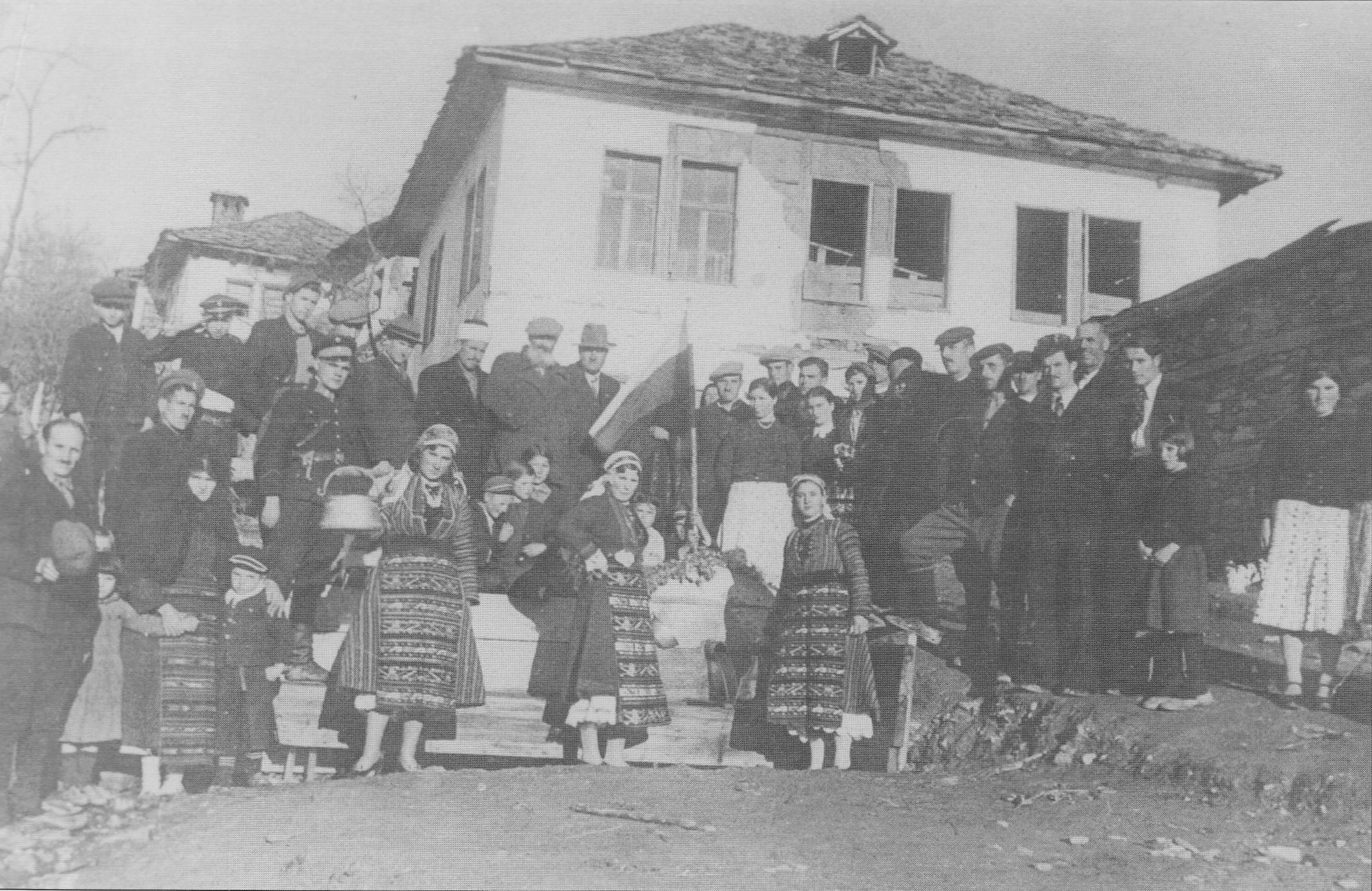

萨托夫恰，是保加利亞的城鎮，位於該國西南部，由布拉戈耶夫格勒州負責管轄，是萨托夫恰市镇的首府，面積55.37平方公里，海拔高度1,029米，2010年人口2,021。